# Towarzystwo Opieki nad Zabytkami
Towarzystwo Opieki nad Zabytkami (TOnZ) – organizacja pozarządowa z siedzibą w Warszawie, towarzystwo naukowe założone w 1974, organizacja pożytku publicznego; członek założyciel Patria Polonorum.
Towarzystwo Opieki nad Zabytkami powstało z inicjatywy Stanisława Lorentza, kontynuuje tradycję i dorobek Towarzystwa Opieki nad Zabytkami Przeszłości (1906–1944).
Podstawowymi celami stowarzyszenia są:
- popularyzacja wiedzy o zabytkach
- aktywizacja inicjatyw społecznych
- opieka nad zabytkami
- współpraca ze służbami konserwatorskimi

Towarzystwo ma strukturę regionalną, posiada 33 oddziały i 10 kół terenowych (stan na 2009 rok). Warszawski oddział TOnZ jest organizatorem Festiwalu Otwarte Mieszkania.
W latach 1977–2009 towarzystwo wydawało miesięcznik „Spotkania z Zabytkami”.
W 2002 TOnZ otrzymało Nagrodę im. prof. Aleksandra Gieysztora za otaczanie szczególną opieką zabytków polskiej kultury i polskiego krajobrazu kulturowego i za inicjowanie działań społecznych pielęgnujących dobra kultury narodowej.